# Jessy Druyts
Jessy Druyts (Wilrijk, 22 januari 1994) is een Belgisch wielrenster. Ze haalde bij de junioren op de weg het zilver op het Wereldkampioenschap wielrennen 2011.
Tot 2018 reed ze samen met haar zussen Kelly, Demmy en Lenny voor Topsport Vlaanderen-Pro-Duo. Hun broer Gerry is eveneens wielrenner. Op 25 februari 2015 beviel ze van een zoon. In oktober 2017 vormde de wielerfamilie Druyts een onderdeel in het programma Iedereen beroemd bij de VRT.
In 2018 reed ze voor Experza-Footlogix, in 2019 voor het clubteam Rogelli-Gyproc-APB, in 2020 en 2022 voor Multum Accountants en in 2023 voor het Cyclingteam Belco/Van Eyck.

## Palmares
2007
 Nationaal kampioen aspiranten dames, op de weg, bij de 13-jarigen in Frasnes-lez-Buissenal
 Nationaal kampioen aspiranten dames, tijdrijden, bij de 13-jarigen in Frasnes-lez-Buissenal
2008
 Nationaal kampioen aspiranten dames, op de weg, bij de 14-jarigen in Ciney
2009
 Nationaal kampioenschap, op de weg, nieuwelingen in Geel
2010
 Provinciaal kampioenschap Antwerpen, op de weg, individuele tijdrit, nieuwelingen in Oostmall
2011
 Provinciaal kampioenschap Antwerpen, op de weg, individuele tijdrit, junioren in Malle
 Provinciaal kampioenschap Antwerpen, op de weg, elite, in Arendonk
 Europees kampioenschap op de weg, junioren in Italië
 Wereldkampioenschap op de weg, junioren in Denemarken
2019
1e in GP Eco-Struct